# Награда Тимочка лира
Награда Тимочка лира се додељује на Фестивалу културе младих Србије у Књажевцу од 1994. године за најбоље песничко остварење. Ову песничку награду додељује Радио Београд 2 и Фестивал културе младих. На Фестивалу имају право да учествују млади песници до 30 година, без објављених књига. Књижевно стваралаштво младих презентује се учешћем десет до младих песника у финалу, који су као најбољи одабрани по конкурсу ове манифестације. Традиционално, песме најбољих се штампају у зборнику песама.
Ова награда је 2002. године припала Јелени Димитријевић из Параћина. Године 2006. припала је гимназијалки из Београда Јани Растегорац, а песникињи је уручена у среду, 6. јула, у Дому културе у Књажевцу, који је и организатор овог фестивала.
Награду је 2007. године добио Никола Живановић, песник из Крагујевца.
Награду је 2018. добио Ђорђе Рабреновић (1992), студент Правног факултета Универзитета у Беоргаду. Другу награду је добио Александар Станић Шкодрић из Ужица, а трећу Небојша Јанковић из Новог Сада.
Међу жиријем, нашли су се многи познати песници попут Васе Павковића, који је био председник жирија 2019. године и Обрен Ристић, председник 2017. године.
Услед пандемије вируса корона 2020. године је проглашење одлагано у два наврата, а затим је по први пут крајем децембра одржано без присуства публике. На том фестивалу проглашен је победник, тридесетогодишњи Иван Маринковић са песмом „Здравица”.
| Година одржавања | Прва награда                 | Друга награда                    | Трећа награда                                          | Жири                                               |
| ---------------- | ---------------------------- | -------------------------------- | ------------------------------------------------------ | -------------------------------------------------- |
| 2002.            | Јелена Димитријевић, Параћин |                                  |                                                        |                                                    |
| 2006.            | Јана Растегорац, Београд     |                                  |                                                        |                                                    |
| 2007.            | Никола Живановић, Крагујевац |                                  |                                                        |                                                    |
| 2012.            | Милица Миленковић, Сврљиг    | Немања Драгаш, Београд           | Ана Митрашиновић, Младеновац Мина Глигорић, Београд    |                                                    |
| 2013.            | Немања Драгаш, Београд       |                                  |                                                        |                                                    |
| 2014.            |                              |                                  |                                                        |                                                    |
| 2015.            |                              |                                  |                                                        |                                                    |
| 2016.            | Синиша Гаврић, Аранђеловац   |                                  |                                                        |                                                    |
| 2017.            | Шимон Цубота, Београд        | Изабел Чеперковић Диас, Београд  | Жељка Алексић, Књажевац Милош Петровић, Доњи Милановац | Обрен Ристић Милош Петковић Радоман Кањевац        |
| 2018.            | Ђорђе Рабреновић             | Александар Станић Шкодрић, Ужице | Небојша Јанковић, Нови Сад                             |                                                    |
| 2019.            | Сара Станојевић, Београд     | Марија Такић, Београд            | Ана Ивановић, Подгорица                                | Васа Павковић                                      |
| 2020.            | Иван Маринковић, Пожаревац   | Вишња Беговић, Београд           | Кристина Вулетић, Београд                              | Стана Динић Скочајић Обрен Ристић Соња Миловановић |
| 2021.            | Анђела Ђокић, Београд        | Слађана Бажалац, Краљево         | Тијана Саватић, Панчево                                | Стана Динић Скочајић Обрен Ристић Соња Миловановић |

## Објављене књиге досадашњих победника
- Сара Станојевић (рођ. 1995[8]) – Неколико огромних топлина (2020)[9]